# Green Mountain Boys

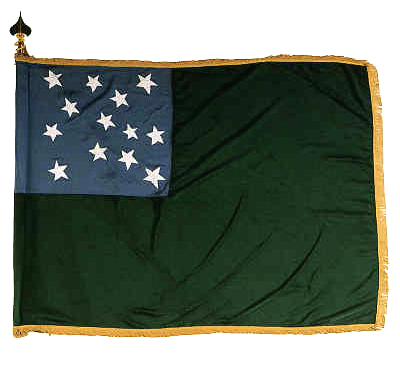
Flaga oddziałów Green Mountain Boys.

The Green Mountain Boys (Chłopcy z Zielonych Wzgórz) – historyczna nazwa milicji obywatelskiej Republiki Vermont. Dziś używana jest jako nazwa nieoficjalna dla Gwardii Narodowej stanu Vermont, na którą składają się siły lądowe i powietrzne. Stan Vermont nosi przydomek Green Mountain State.

## Historia
Początki milicji Green Mountain Boys w Vermont sięgają dekady przed wojną o niepodległość Stanów Zjednoczonych. Została ona założona w południowo-zachodnim Vermont i tworzyli ją osadnicy oraz handlarze ziemią, którym prawa do terenów leżących pomiędzy rzeką Connecticut a jeziorem Champlain nadały władze prowincji New Hampshire. Obecnie są to tereny stanu Vermont. Tymczasem tereny te decyzją korony brytyjskiej nadano Nowemu Jorkowi i Vermont odmówił respektowania tzw. Nadań New Hampshire (ang. New Hampshire Grants) i opierających się na nich lokacjach miast. Kilkanaście miast lokowanych na prawach nadanych przez Nowy Jork w tym Brattelboro położone na brzegu rzeki Connecticut wsparło jednak rząd w Albany, a ogromna większość osadników w rzadko zaludnionych terenach przygranicznych nie uznawała władzy Nowego Jorku na tym terenie.
Kilkuset członków Green Mountain Boys sprawnie kontrolowało teren, na który zostały lokowane osady na podstawie dokumentów z New Hampshire. Dowodził nimi Ethan Allen, jego brat Ira Allen ich kuzyni Seth Warner oraz Remember Baker. Bazę dla milicji urządzono w Catamount Tavern w Bennington. Miejsce to było położone bardzo blisko siedziby przedstawicielstwa rządu Nowego Jorku w Albany. Do roku 1770 Green Mountain Boys stali się potężnym oddziałem zbrojnym oraz pełnili rolę formacji obronnej dla władz w Albany i znacząco wsparli jego niezależność od władz Prowincji Nowy Jork szczególnie w północnej części prowincji. Jej władze wydały nawet sądowe nakazy aresztowania na buntowniczych Vermontczyków, nie były jednak w stanie ich wyegzekwować. Doszło nawet do kilku przypadków pobicia geodetów i innych przedstawicieli władz przez członków milicji z Vermont.
Gdy w 1775 roku wybuchła amerykańska rewolucja, Ethan Allen i oddział jego partyzantów wraz z oddziałem pochodzącego z Massachusetts pułkownika Benedicta Arnolda pomaszerowali w górę jeziora Champlain i zajęli ważne strategicznie forty: Ticonderoga, Crown Point, Ann oraz miasto St. John niedaleko Quebecu. Z części formacji Green Mountain Boys sformowano później Milicję Vermont, na której czele stanął Seth Werner. Część wolała pozostać przy Ethanie Allenie i została wzięta do niewoli w sierpniu 1775 roku w czasie nieudanego ataku na Montreal. Członkiem tej części formacji był późniejszy kongresmen Matthew Lyon.
Vermont ogłosił niepodległość w styczniu 1777 i powołał rząd, który na swą siedzibę wybrał Windsor. Armia Republiki Vermont bazowała na oddziałach Green Mountain Boys. Mimo to iż Vermont wsparł walkę kolonii w trakcie Amerykańskiej Rewolucji i wysłał swoje wojska przeciwko natarciu wojsk brytyjskich dowodzonych przez Johna Burgoyne’a, które nadciągało z Hubbardton i Bennington, to Republika stała się schronieniem dla dezerterów pochodzących z obu armii.
Jerzy Waszyngton mimo kłopotów Armii Kontynentalnej w walkach z Brytyjczykami nie poddał się żądaniom Kongresu aby opanować Vermont. Bazująca na Green Mountain Boys Armia Vermontu została rozwiązana w 1791, gdy Republika przystąpiła do Stanów Zjednoczonych jako 14. stan. Oddziały vermonckiej Gwardii Narodowej, które kontynuują tradycję poprzednich formacji brały udział w wojnie 1812 roku, w wojnie secesyjnej, a także innych późniejszych działaniach.

## Historyczni członkowie
- generał Ethan Allen – dowódca milicji
- pułkownik Seth Warner – dowódca milicji
- Ira Allen – dowódca milicji, założyciel Uniwersytetu w Vermont
- kapitan Remember Baker(inne języki) – członek oddziału
- porucznik Ebenezer Allen(inne języki) – członek oddziału
- porucznik Matthew Lyon(inne języki) – członek oddziału, kongresmen
- Thomas Rowley – członek oddziału i rzecznik, znany jako “Bard z Zielonych Wzgórz”, który “zagrzewał je do walki”